# Johan Peter Cronhamn

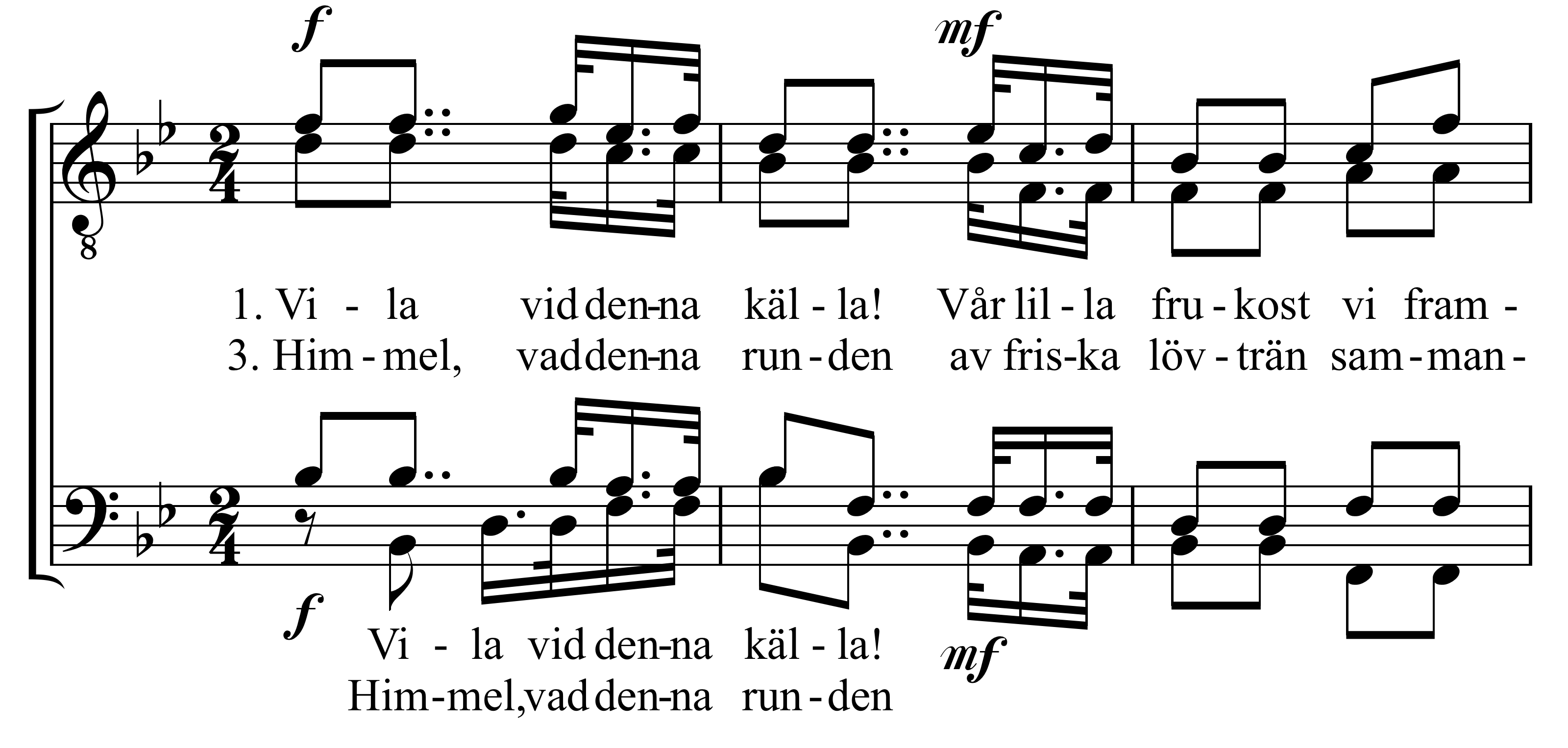
Vila vid denna källa, från Fredmans Epistlar i arrangemang av Johan Peter Cronhamn.

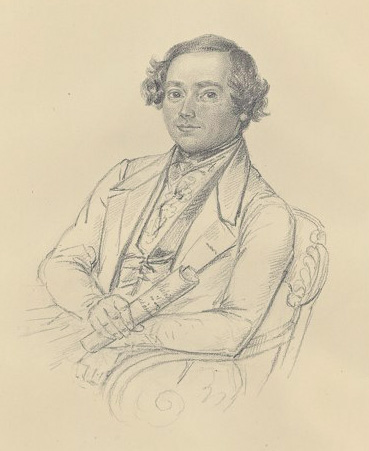
Johan Peter Cronhamn. Teckning utförd av Maria Röhl 1845.

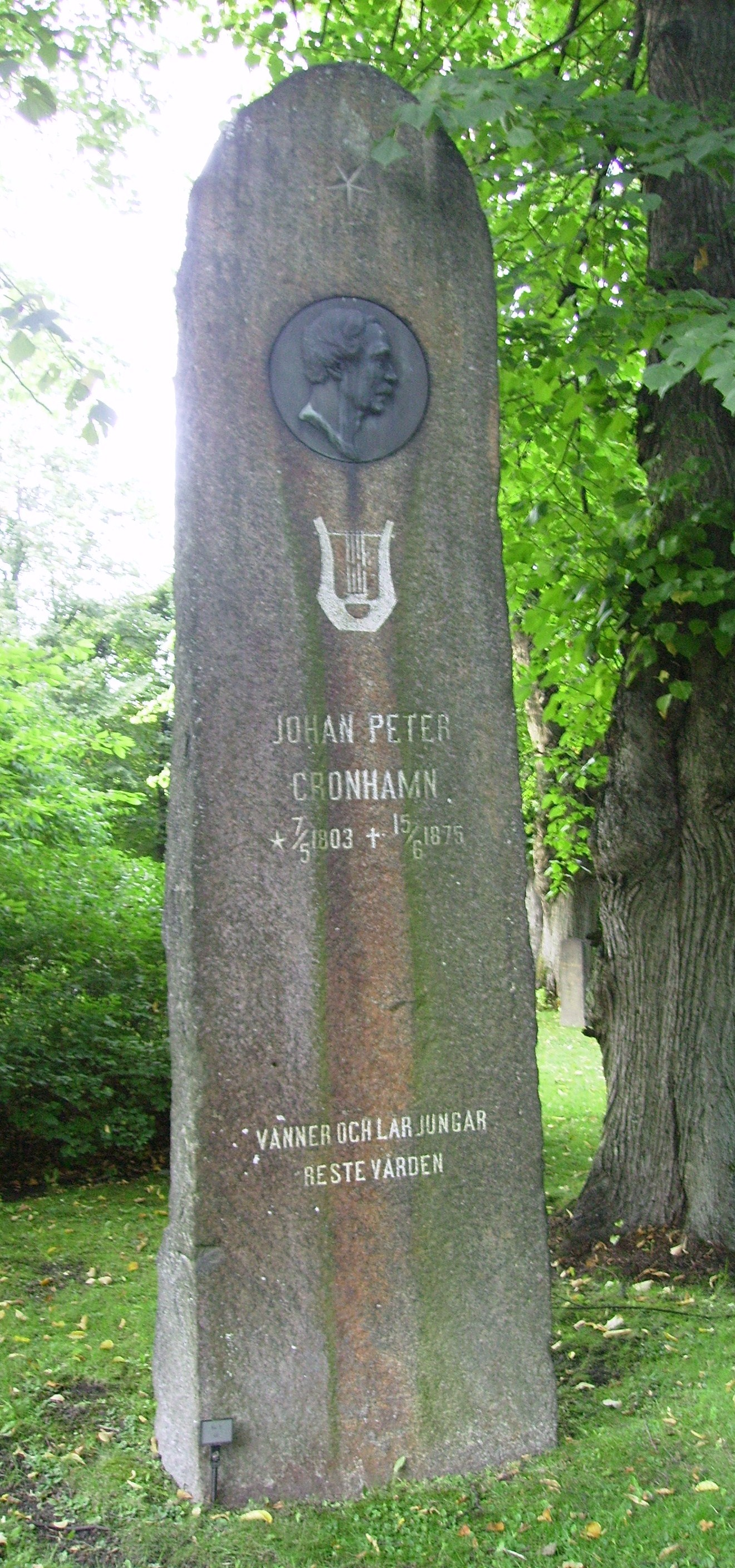
Cronhamns gravvård på Norra begravningsplatsen i Solna kommun.

Johan (Jöns) Peter Cronhamn, född 7 maj 1803 i Östra Karups socken, Kristianstads län, död 15 juni 1875 i Stockholm, var en svensk tonsättare, sånglärare och ämbetsman.

## Biografi
Cronhamn utbildade sig först till glasmästare hos sin morbror Lars Cronhamn, men spelade också flöjt och blev militärmusiker vid Södra skåningarna. Vid konfirmationen kom Cronhamn i kontakt med prosten Henric Schartau och blev genom dennes försorg anställd som biträdande lärare vid Lunds fattigskola och avlade pedagogisk examen och anställdes som lärare i Lunds stift. Under sin skoltid studerade han också piano och orgel.
År 1825 flyttade han till Stockholm för att studera vid Musikaliska Akademien. I Stockholm var han organist i Skeppsholmskyrkan 1827–1837. Han avlade student- och kameralexamen vid Uppsala universitet 1832–1833. Cronhamn var också som tjänsteman i Tullverket 1829-1859 och i Kammarrätten 1834-1870.
Han blev 1842 lärare i elementar- och körsång vid Musikaliska Akademien och professor 1859. Han invaldes som ledamot nr. 304 den 18 april 1843. Mellan 1860 och 1875 var han akademiens sekreterare och tilldelades medaljen Litteris et Artibus 1873.
Cronhamn var en produktiv kompositör i nationalromantisk anda, mest av solosånger och stycken för manskvartett. Förutom egna kompositioner utgav han en mängd arrangemang, främst bearbetningar av folkvisor och olika läroböcker i musik. 
Cronhamn var gift tre gånger
1. 1835 med Amalia Charlotta Lommerin
2. 1848 med Erika Margareta Törngren
3. 1855 med Matilda Augusta Lönngren

Sonen Frithiof August (1856–1997) var bibliotekarie vid Musikaliska akademiens bibliotek 1883–1897 och dottern Estella Henriette (1862–1927) var skulptör.

## Verk
Sånger och manskvartetter ; Sextio sånger av Carl Michael Bellman (1832) ; Musica sacra (1854-1867) ; folkviseuppteckningar.